# Aphycus bifasciatus
Aphycus bifasciatus är en stekelart som först beskrevs av Timberlake 1916.  Aphycus bifasciatus ingår i släktet Aphycus och familjen sköldlussteklar. Inga underarter finns listade i Catalogue of Life.